# Anochetus rufus
Anochetus rufus är en myrart som först beskrevs av Jerdon 1851.  Anochetus rufus ingår i släktet Anochetus och familjen myror. Inga underarter finns listade i Catalogue of Life.